# 放映権 (日本プロ野球)
本項では、日本野球機構など、日本のプロ野球の試合中継における放映権について記す。

## 概要
日本野球機構の野球協約第44条（放送許可権）には「球団はそれぞれ年度連盟選手権試合のホーム・ゲームにつき、ラジオ放送およびテレビジョン放送（再生放送および放送網使用の放送を含む）、有線放送ならびにインターネット・携帯電話等を利用した自動公衆送信（いずれも、海外への、および、海外での放送および送信を含む）を自由に許可する権利をもつ。」と規定されている。
放映権の主体は、あくまで主催者 =「球団もしくはその親会社」側に存在する。
個別の各球団と各放送局間との契約関係は、各球団の親会社となる企業が異なるため、各主催ゲームによって事情は大きく異なる。現在では、野球場の運営主体とテレビ局の間に放送契約が結ばれている例は存在しないが、過去には後楽園球場と日本テレビとの間で独占契約が結ばれた例があった（後述）。
なお、各球団は自チームの保護地域を放送エリアとする放送局と契約するが、放送局側は同じネットワークに属する局同士で共同保有するような権利処理を行ってビジターゲームの裏送りや自主制作に対応できるようにしている（ただし、例外として他系列で放送する各球団（特に関東5球団）本拠地で開催するビジターの試合を、主管球団との放映権を持つテレビ局と個別に交渉したうえで放送する場合などのケースがある）。
セントラル・リーグは、地上波テレビの放映権販売と中継放送に厳しい制約を設けている球団が多く、特に新聞・放送などの大手マスコミ関連企業との間で資本や経営面での関係が強い読売ジャイアンツ・東京ヤクルトスワローズ・横浜DeNAベイスターズ・中日ドラゴンズの4球団の姿勢が顕著である。そのため、セ・リーグ全球団の放映権を掌握している地上波民放テレビのネットワークは存在していない。また、広島東洋カープもマツダ創業家を中心とした経営陣が、地元新聞の中国新聞社や広島県内の民間放送局およびその関連企業との間で、一部ケーブルテレビ局にも共同出資したり、球団公式携帯アプリ（中国放送が関与）やファーム情報の動画コンテンツ製作（テレビ新広島が関与）の受委託をするなど緊密な友好・協力関係を築いているため、地元民放局の保護を理由に全国規模での衛星放送（特に民放キー局系無料BS放送）やインターネット配信に対する制約を設けている。一方で阪神タイガースは特定の放送局とのつながりを持たないため、兄弟会社にあたる阪神コンテンツリンクが独自にTigers-aiと呼ばれる中継映像を制作し、放送局やインターネット配信サービスに提供している。
パシフィック・リーグは、すべての球団の親会社が大手マスコミ関連企業の資本と関わっていないことから、すべての放送形態において放映権販売と中継放送の制約が緩い傾向にある。2008年からCS放送（ケーブルテレビ・IP放送を含む）については、日本ハム以外の5チームの放映権をソフトバンク関連会社のGTエンターテインメントが保有し、各CSテレビ局に販売することになった（インターネット動画配信サービスについては日本ハムを含む参加6チーム全てを同社が保有する）。また、すべての球団が自ら中継映像を製作・著作し、CSなどの衛星放送やインターネット配信サービスに提供している。
民放ラジオではNRNキー局のニッポン放送と文化放送（いずれも1977年までと1993年以降）がセ・パ全球団の放送権を保有しているが、パ・リーグの埼玉西武ライオンズは1985年以降文化放送に優先権および管理権があり、全国放送などを除き文化放送の主導でラジオ中継の制作を行っている。
太字の放送局は優先的に放映権を保有するなど、放映する機会の特に多い局である。

## セントラル・リーグ（セ・リーグ）

### 読売ジャイアンツ
- 地上波　日本テレビ・NHK放送センター 
  - テレビ朝日・テレビ東京は2005年から2008年まで中継。
- BS　BS日テレ（日本テレビ制作著作）・NHK BS
- CS　日テレジータス
- ネット　DAZN・GIANTS TV（旧ジャイアンツライブストリーム）・Hulu・パーソル パ・リーグTV（セ・パ交流戦 巨人主催試合のみ）
- ラジオ　RFラジオ日本（週末開催の試合はJRN系列局への裏送りのみ）・ニッポン放送・文化放送（平日開催の対西武戦以外は週末開催のNRN系列局への裏送りのみ）・NHKラジオ第1

### 東京ヤクルトスワローズ
- 地上波　フジテレビ・サンテレビ（対阪神戦のみ）・NHK放送センター
  - 関東地方以外の乗り込みまたはオフチューブによる中継は系列に関係なく適宜放映権を開放している。
  - 過去に実績のあった日本テレビ[注 3]・TBSテレビ[注 4]・テレビ朝日・テレビ東京・テレビ神奈川[注 5]は現在は公式戦の中継を行っていない（テレビ朝日は2021年・2022年に日本シリーズを1試合中継）。
- BS　BSフジ（フジテレビ制作著作）・BS朝日（テレビ朝日・BS朝日制作著作）・BSテレ東（BSテレ東・テレビ東京制作著作）・NHK BS
  - BSテレ東はしばらく中継が途絶えていたが、2024年から中継を再開している。
- CS　フジテレビONE（フジテレビ制作著作）
  - スカイAは対阪神のオープン戦のみを、GAORAは対阪神の公式戦のみを中継していたが、現在は中継を行っていない。
- ネット　DAZN・FOD・フジテレビONE smart（いずれもフジテレビ制作著作）
- ラジオ　ニッポン放送（独占放送権を保有しているが、対巨人戦以外はNRN系列局への裏送りが大半）・文化放送（平日開催の対西武戦以外は原則として朝日放送ラジオ〈非NRNネットの火〜木曜、NRNネットの土・日曜ナイトゲーム〉・MBSラジオ〈非NRNネットの月・金曜〉などへの裏送りのみ）・NHKラジオ第1（対巨人戦は散発的。クライマックスシリーズは2021年より）

### 横浜DeNAベイスターズ
- 地上波　テレビ神奈川・TBSテレビ・サンテレビ（対阪神戦のみ）・NHK放送センター
  - 関東地方以外の乗り込みまたはオフチューブによる中継は系列に関係なく適宜放映権を開放している。
  - 日本テレビは1974年まで、テレビ朝日は1997年まで（対巨人戦は1982年まで）、テレビ東京は2001年まで[注 6]、フジテレビは2005年まで中継。
- BS　BS-TBS（TBSテレビ・横浜DeNAベイスターズ制作著作）・NHK BS・BS12トゥエルビ（2025年より）・BS10（2025年より）
  - セ・リーグでは珍しく、パ・リーグ各球団に準じた方法で独立系無料BS放送局にも適宜放映権を開放している。
- CS　TBSチャンネル2'
- ネット　DAZN・FOD（2025年より配信開始）・GIANTS TV（DeNA主催の巨人戦のみ）・J SPORTSオンデマンド[注 7]・U-NEXT[注 8]・ニコニコ生放送プロ野球チャンネル
- ラジオ　ニッポン放送（対巨人戦以外は裏送りが大半）・文化放送（平日開催の対西武戦以外は週末開催のNRN系列局への裏送りのみ）・NHKラジオ第1・TBSラジオ（2018年以降はJRN系列局への裏送りのみで2022年で終了）
  - RFラジオ日本は一時完全撤退していたが、2023年から対広島戦デーゲームで中国放送への裏送りを実施。

### 中日ドラゴンズ
- 地上波　東海テレビ（三重テレビ含む）・CBCテレビ・テレビ愛知（以上の4局はすべて球団親会社の中日新聞社系列）・サンテレビ（非中日系ながら対阪神戦は特例で放送[注 9]）・NHK名古屋放送局 
  - 対巨人戦の中継は在京キー局が制作協力で参加し、日本シリーズの中継は在京キー局主導制作で放送する（NHK名古屋放送局を除く）。
- BS　（BS-TBS・BSフジは対巨人戦のみ）　NHK BS・BS-TBS（CBCテレビ・TBSテレビ制作著作）・BSフジ（東海テレビ制作著作）・BSテレ東（テレビ東京・BSテレ東制作著作[注 10]）
- BS/CS　J SPORTS（CBCテレビ制作著作、東海テレビ制作著作、J SPORTS・中日ドラゴンズ共同制作著作のいずれか）
- CS　（TBSチャンネル1とフジテレビONE・TWO・NEXTは対巨人戦のみ）　TBSチャンネル1（2014年から、2011年までは横浜のホームゲーム中継と重ならない場合はTBSニュースバードで放送）、フジテレビONE・TWO（ヤクルトのホームゲーム中継と重なる場合のみ、西武のホームゲームとも重なる場合はフジテレビNEXTまたはBS放送のJ SPORTSで放送）
- ネット　DAZN（CBCテレビ、東海テレビの対巨人戦を除く）・J SPORTSオンデマンド[注 7]
- ラジオ　CBCラジオ・東海ラジオ・NHKラジオ第1
  - CBCラジオ・東海ラジオともに球団親会社の中日新聞社資本の会社である。

### 阪神タイガース
- 地上波　サンテレビ・朝日放送テレビ・毎日放送・関西テレビ・テレビ大阪・読売テレビ・NHK大阪放送局
  - 対巨人戦の中継は在京キー局が制作協力で参加し、日本シリーズの中継は在京キー局と共同制作（実質的に在阪局主導）で放送する（NHK大阪放送局を除く）。
- BS　NHK BS・BS朝日（対巨人戦が地上波全国放送とのトップ&リレー中継放送時は朝日放送テレビ制作著作、対巨人戦や対巨人戦以外の試合を地上波関西ローカルまたはBS単独放送時はBS朝日制作著作・朝日放送テレビ制作協力[注 11]）・BS-TBS（対巨人戦は毎日放送制作著作、BS単独放送時はTBSテレビ・Tigers-ai制作著作[注 12]）・BS日テレ（読売テレビ制作著作）・BSフジ（関西テレビ制作著作[注 13]）・BSテレ東（テレビ東京・BSテレ東制作著作[注 14]）
- CS（フジテレビONE・TWOと日テレジータス・テレ朝チャンネル2は対巨人戦のみ）　スカイA（Tigers-aiまたは朝日放送テレビ制作著作。過去にはサンテレビ制作分も放送）・GAORA（Tigers-aiまたは毎日放送制作著作。過去にはサンテレビ制作分も放送）、フジテレビONE・TWO（関西テレビ制作著作）、日テレジータス（読売テレビ制作著作）・テレ朝チャンネル2（Tigers-ai制作著作）
- ネット　DAZN[注 15]・GIANTS TV（阪神主催試合の巨人戦のみ）[注 15]・虎テレ（独占リアルタイム配信）・パーソル パ・リーグTV（セ・パ交流戦 阪神主催試合のみ）[注 15]
- ラジオ　朝日放送ラジオ・MBSラジオ（日曜開催のデーゲームは対中日戦の東海ラジオへの裏送りのみ）[注 16][注 17]・NHKラジオ第1

### 広島東洋カープ
- 地上波　NHK広島放送局・中国放送・広島テレビ・広島ホームテレビ・テレビ新広島
  - 対巨人戦の中継は在京キー局が制作著作・制作協力・地元局との共同制作のいずれか（いずれも実質キー局主導）で参加し、クライマックスシリーズ（テレビ新広島のみ）・日本シリーズの中継は在京キー局主導制作で放送する（NHK広島放送局を除く）。また、クライマックスシリーズで中国放送が権利を取得した試合は、BS-TBS向けに準じてTBSテレビが関東ローカル向けに別制作することがある。
  - NHK広島放送局ではローカル中継を放送する場合年度により広島県向け・広島県他一部県向け・中国地方向けのどちらかで放送する場合がある。
  - テレビ東京系列局（主にテレビ大阪。過去にはテレビ東京・テレビ愛知・TVQ九州放送も中継）や、ビジター側の独立放送局（主にサンテレビ）にも放映権を開放している。
- BS（NHK BS以外は対巨人戦のみ）NHK BS・BS-TBS（TBSテレビ・中国放送制作著作[注 18]）・BS日テレ（広島テレビ制作著作・日本テレビ制作協力[注 19]）・BS朝日（テレビ朝日・BS朝日制作著作[注 20]）・BSフジ（テレビ新広島制作著作[注 21]）
  - 対巨人戦以外の試合での地上波と無料BSとのサイマル放送または無料BSの同系列キー局による別制作放送や、地元民放とNHK BSとの並列放送は球団方針としてこれまで原則として行っていなかったが、例外として、2002年の対横浜の開幕戦はTBSテレビ（関東ローカル）とBS-i（現：BS-TBS）が中国放送と実況・解説を別制作したものを放送した他、2018年のクライマックスシリーズでは中国放送（広島県ローカル）とNHK BS1での並列放送が行われた（CS放送はTBSチャンネル2が地上波広島県ローカルとの同時放送で中継）。また1970年代まではNHKや複数の民放キー局または地元民放で並列放送が行われた例もあった。
- BS/CS　J SPORTS（NHK広島放送局で放送する場合や、地元での地上波放送がない場合は、J SPORTS制作著作・広島東洋カープ制作協力）
- CS（対巨人戦・日本シリーズのみ）TBSチャンネル1・日テレジータス・テレ朝チャンネル2・フジテレビONE・TWO
- ネット　J SPORTSオンデマンド[注 7]
- ケーブルテレビ局（2軍戦のみ）ちゅピCOMひろしま（同系のちゅピCOMおのみち・ちゅピCOMふれあいとその他広島県外を含む一部地域のケーブルテレビ局でも放送）
  - 自社の技術陣で独自番組として制作。中国新聞社が著作権を保有。
- ラジオ　中国放送・NHKラジオ第1（中国地方向けでの放送が主）・広島エフエム放送（2軍戦のみ2023年より。実況は中国放送・広島テレビ放送・広島ホームテレビ・テレビ新広島のアナウンサーが担当）

## パシフィック・リーグ（パ・リーグ）

### 北海道日本ハムファイターズ
- 地上波　北海道放送・北海道テレビ・札幌テレビ・北海道文化放送・NHK札幌放送局・テレビ北海道
  - 日本シリーズや現地局と在京局との2局ネット、過去に行われた地上波全国ネットの中継は在京キー局主導制作で放送する（NHK札幌放送局を除く）。
- BS　NHK BS・BS朝日（テレビ朝日・BS朝日制作著作、北海道テレビ制作協力[注 22]）・BS-TBS（TBSテレビ・北海道日本ハムファイターズ制作著作[注 23]）・BSテレ東（テレビ北海道との地上波同時放送時はテレビ東京・BSテレ東・テレビ北海道制作著作。対阪神戦でテレビ大阪との地上波同時放送時はテレビ東京・BSテレ東・テレビ大阪制作著作。BS単独放送時はテレビ東京・BSテレ東制作著作）・BSフジ（北海道文化放送制作著作[注 24]）・BS12トゥエルビ（北海道日本ハムファイターズ・GAORA制作著作、2020年より）・BS日テレ（札幌テレビ制作著作。2022年より。同年の対巨人戦は日本テレビでも地上波放送するため、日本テレビ主導での札幌テレビとの共同での制作著作）・BS10[注 25]
- CS　GAORA（北海道日本ハムファイターズ・GAORA制作著作）
- ネット　（6球団共通）DAZN・Rakuten TV・パーソル パ・リーグTV・ベースボールLIVE
- ラジオ　北海道放送[注 26]・STVラジオ（2021年現在は月曜除く平日ナイターのみ[注 27]）・NHKラジオ第1（北海道地方向けでの放送が主）

### 東北楽天ゴールデンイーグルス
- 地上波　東北放送・東日本放送・NHK仙台放送局・ミヤギテレビ・仙台放送
  - 日本シリーズの中継は在京キー局主導制作で放送する（NHK仙台放送局を除く）。
  - 一部試合は東北地方の局でも放送している。
- BS　NHK BS・BS朝日（テレビ朝日・BS朝日制作著作）・BS12トゥエルビ（球団制作）・BSテレ東（テレビ東京・BSテレ東制作著作。対ソフトバンク戦はTVQ九州放送・テレビ東京・BSテレ東共同制作）・BS-TBS（TBSテレビ制作著作、年度により放送あり）・BS10
- BS/CS　J SPORTS（球団制作）
- ネット　（6球団共通）DAZN・Rakuten TV・パーソル パ・リーグTV・ベースボールLIVE
- ラジオ　東北放送・Rakuten.FM TOHOKU・NHKラジオ第1

### 埼玉西武ライオンズ
- 地上波　テレ玉・テレビ朝日・TBSテレビ・NHK放送センター
  - 過去に中継実績があるフジテレビ・テレビ東京・日本テレビは現在は中継を行っていないが、ビジター側の地元系列局が独自に中継することはある。
- BS　NHK BS・BS朝日（地上波同時放送もしくは録画放送時と交流戦の対巨人戦・クライマックスシリーズ開催時はテレビ朝日・BS朝日制作著作、それ以外はBS朝日・埼玉西武ライオンズ制作著作）・BS12トゥエルビ（球団制作）・BS-TBS（TBSテレビ・埼玉西武ライオンズ制作著作）・BSテレ東（テレビ東京・BSテレ東制作著作）・BSフジ（BSフジ・埼玉西武ライオンズ制作）・BS10
- CS　フジテレビTWO（球団制作。実況と解説は番組独自）
- ネット　DAZN・Rakuten TV・パーソル パ・リーグTV・ベースボールLIVE（6球団共通）、フジテレビTWO smart
- ラジオ　文化放送（週末の試合は番組公式サイト向け配信もしくはNRN系列局への裏送りのみ）・NACK5（日曜のみ）・ニッポン放送（対巨人戦もしくは日程編成の都合によるNRN全国中継本番などを除いてNRN・JRN系列局への裏送りのみ）・NHKラジオ第1

### 千葉ロッテマリーンズ
- 地上波　チバテレ・NHK放送センター
  - 過去に中継実績のある在京キー局（日本テレビ・テレビ朝日・TBSテレビ・テレビ東京・フジテレビ）は2021年は実績がなく、2022年も開幕当初は中継予定を入れていなかったが、佐々木朗希が同年4月10日に完全試合を達成したことを受け、登板予定の4月17日に急遽テレビ東京がBSテレ東[注 28]と同時に地上波中継を行うことになった[1]。
  - レギュラーシーズンの在京キー局の実質撤退後も、ビジター側の地元系列局が独自に中継することはある。
  - 川崎球場を本拠としていた時代は、テレビ神奈川・テレビ埼玉も制作していた。
- BS　BS12トゥエルビ（球団制作）・NHK BS・BS朝日（テレビ朝日・BS朝日制作著作[注 29]）・BSテレ東（テレビ東京・BSテレ東制作著作）・BSよしもと（映像は球団制作、実況は独自制作）[2]・BS10・BS日テレ（球団制作[注 30]）
  - BS-TBSは2012年 - 2018年まで自社制作（映像は球団配給のものも使用し、実況とスコア表示を差し替え）で、BSフジは2014年・2015年に交流戦の対巨人戦を地上波関東ローカルとリレー中継で各々放送。
- CS　日テレNEWS24（試合中継は球団制作、春季キャンプ中継は日本テレビ制作）・日テレジータス（主にオープン戦・対巨人戦・東京ドーム開催試合。原則球団制作。対巨人戦は日本テレビ制作）
- ネット　（6球団共通）DAZN・Rakuten TV・パーソル パ・リーグTV・ベースボールLIVE
- ラジオ　文化放送・ニッポン放送（文化放送は平日の対西武戦、ニッポン放送は対巨人戦もしくは日程編成の都合によるNRN全国中継本番などを除いてNRN・JRN系列局への裏送りのみ）・NHKラジオ第1・NHKFM（千葉県ローカルのみ）
  - RFラジオ日本は対広島戦の週末デーゲームでの中国放送への裏送りのみ。

### オリックス・バファローズ
- 地上波　関西テレビ（日本シリーズはフジテレビ制作著作、関西テレビ制作協力）・毎日放送（日本シリーズはTBS制作著作、毎日放送制作協力）・朝日放送テレビ（対阪神戦のみ）・サンテレビ（対阪神戦のみ）・NHK大阪放送局・読売テレビ（年度により深夜の録画放送あり）
  - 近鉄との合併以前に中継実績がある毎日放送は、合併後は2005年を最後に中継を行っていないが、ビジター側地元局向けの技術協力のみを実施。2021年の日本シリーズ（第6戦）と2022年の日本シリーズ（第4戦）はTBSテレビ主導制作（実況アナウンサー・出演者の手配もTBSテレビ側が担当）で放送し、毎日放送は制作協力団体扱いとなった（後者についてはオリックスベンチリポーターのみ毎日放送から派遣）。2023年のクライマックスシリーズファイナルステージは久々に自社制作での中継を実施し、2024年6月11日には交流戦の対阪神戦を生中継した。
  - 関西テレビは日本シリーズの場合、1996年までは自社主導制作だったが、2021年の第1戦と2022年の第3戦・第5戦はフジテレビ主導制作で、制作協力団体扱いとなった（ただし、実況アナウンサーと一部の解説者は関西テレビから派遣）。また、2022年からは球団制作中継（J SPORTSほか）の元請けも行っている。
  - サンテレビは2015年でリーグ戦と対阪神戦以外の交流戦の放送から撤退し、2016年以降は年度により交流戦の対阪神戦を朝日放送テレビとのトップ&リレー中継または自社制作による完全生中継のどちらかで放送。
  - テレビ大阪は自社での放送から撤退後[注 31]、テレビ東京（関東ローカルで放送した年度あり）またはBSテレ東やビジター側地元局（主にTVQ九州放送）制作中継への技術協力のみ実施。2021年の日本シリーズ第2戦はテレビ東京主導制作で、制作協力団体扱いとなった（ただし、オリックスベンチリポーターのみテレビ大阪から派遣）となった。
  - 合併前の近鉄は、近鉄本社が設立に関与した縁で朝日放送に優先的に放映権が与えられていた。また、阪急時代も阪急本社と関係の深い関西テレビに優先的に放映権が与えられていた。
- BS　BS12トゥエルビ・BS10（以上球団制作。実況と解説はJ SPORTSと別配置の場合あり）・NHK BS・BS朝日（BS朝日制作著作・朝日放送テレビ制作協力）・BS-TBS（TBSテレビまたはBS-TBS、オリックス・バファローズ制作著作）・BSフジ（関西テレビ制作著作）・BSテレ東（BS単独放送時はテレビ東京・BSテレ東制作、対ソフトバンク戦の地上波同時放送はTVQ九州放送主導での制作の場合あり）
- BS/CS　J SPORTS（球団制作）
- ネット　（6球団共通）DAZN・Rakuten TV・パーソル パ・リーグTV・ベースボールLIVE
- ラジオ　NHKラジオ第1・MBSラジオ・朝日放送ラジオ（MBSラジオ・朝日放送ラジオは対阪神戦以外は基本的にJRN・NRN系列局への裏送りのみ）

### 福岡ソフトバンクホークス
- 地上波　NHK福岡放送局・九州朝日放送・福岡放送・RKB毎日放送・TVQ九州放送・テレビ西日本・TOKYO MX・サンテレビ（対阪神戦のみ）
  - 日本シリーズの中継は在京キー局主導制作で放送する（NHK福岡放送局を除く）。
  - TVQ九州放送・TOKYO MX・サンテレビ以外の局では一部試合を九州沖縄地方で放送している。
  - 南海時代は、南海電気鉄道と関係の深い毎日放送に優先的に放映権が与えられていた。
  - ダイエー時代は、ダイエー本社が経営に関与していた時代のサンテレビにも放映権が与えられたことがあった（2002年まで）。ソフトバンクへの売却後は一部年度で対阪神戦を中継するのみとなっている。
- BS　NHK BS・BS朝日（対巨人戦・クライマックスシリーズ及び対巨人戦以外の試合を地上波福岡県ローカル放送時はテレビ朝日・BS朝日制作著作・九州朝日放送制作協力[注 32]、BS単独放送時はBS朝日･九州朝日放送制作著作[注 33]）・BS-TBS（TBSテレビ・福岡ソフトバンクホークス制作著作、RKB毎日放送制作協力）・BSテレ東（地上波同時放送時はTVQ九州放送・テレビ東京〈対阪神戦のみテレビ大阪も参加〉・BSテレ東制作著作。BS単独放送時はテレビ東京・BSテレ東制作著作）・BSフジ（テレビ西日本制作著作）[注 24]）、BS日テレ（福岡放送制作著作、日本テレビおよびビジター地元局〈対広島戦での広島テレビなど〉制作協力）・BS12トゥエルビ（球団制作。2013年シーズン及び2018年シーズンから）・BSよしもと（2022年シーズンに対日本ハムの開幕戦を映像は球団制作、実況は自社制作で中継）
- CS　スポーツライブ+（球団制作）
- ネット　（6球団共通）DAZN・Rakuten TV・パーソル パ・リーグTV・ベースボールLIVE
- ラジオ　RKB毎日放送・九州朝日放送・NHKラジオ第1

## 独立リーグ

### 四国アイランドリーグplus
- 地上波 NHK高知放送局・あいテレビ・テレビ愛媛・高知さんさんテレビ・テレビ高知
- BS BS11
- ラジオ 西日本放送・四国放送・高知放送・NHK高松放送局・NHK松山放送局・NHK高知放送局

### ベースボール・チャレンジ・リーグ
- 地上波 NHK長野放送局・NHK金沢放送局・テレビ新潟放送網・群馬テレビ
- BS BS11
- ラジオ 北陸放送・NHK新潟放送局

## 女子プロ野球
- 地上波 朝日放送テレビ・NHK大阪放送局
- ラジオ KBS京都ラジオ・ラジオ関西・NACK5

## その他
日本シリーズ・クライマックスシリーズを除く太字の放送局は現在も放送する局である。

### 日本シリーズ
日本シリーズは主催する日本野球機構（NPB）が放映権を保有しており、コミッショナー事務局が管理している。テレビ中継の放映権は、出場球団が主催試合のテレビ中継を多く放送する実績を持つ放送局を推薦し、「何らかの形で試合開始から終了まで放送する」「全国をカバーできる」などの基準を満たした放送局に販売される。

### クライマックスシリーズ
各年度ごとに異なる。前述のセ・パ全12チームの放送局を参照。

### オールスターゲーム
- 地上波 テレビ朝日（2014年以降は全試合を放送）
  - 日本テレビは2009年、TBSテレビは2011年、フジテレビは2013年を最後に何れも中継から撤退。
- BS BS朝日（2015年から地上波とのトップ&リレー中継で放送）
  - 過去に中継していたBS日テレは録画ハイライト、BS-TBS･BSフジは生中継での放送実績がある。
- CS テレ朝チャンネル2
  - 過去に日テレジータスで生中継、TBSニュースバード・フジテレビONEで録画ハイライトでの放送実績がある。
- ネット　ABEMA（2018年大会より中継）

### フレッシュオールスターゲーム
- 地上波　テレビ東京（過去中継した時期があったが現在は放送なし）・信越放送（2002年大会）・札幌テレビ放送（2003年大会）・サンテレビ（2004年・2007年大会）・宮崎放送（2005年大会）・三重テレビ放送、岐阜放送、テレビ神奈川、TOKYO MX、千葉テレビ放送、群馬テレビ（2007年大会）・山形テレビ（2008年、録画放送）・北海道テレビ放送（2009年、録画放送）・新潟放送（2012年大会、録画放送）
- BS BS-TBS（2014年大会より中継）
- CS スカイA ・日テレジータス（2003年大会）
- ネット DAZN（2025年大会より生配信）

### ファーム日本選手権
- 地上波 テレビ東京
- BS J SPORTS
- CS スカイA

### プロ野球ドラフト会議
- 地上波 TBSテレビ（2009年 - ）・フジテレビ（2007年）・テレビ朝日（1989年 - 2000年）・テレビ東京（1978年 - 1988年・2006年）・千葉テレビ（1977年 - 1988年）
- CS スカイA
- ネット スポーツブル・U-NEXT（2023年6月まではParavi）
- ラジオ ニッポン放送

### NPB AWARDS
- BS J SPORTS・BS-TBS
- CS スカイA

### 12球団合同トライアウト
- CS フジテレビONE

### セントラル・リーグ東西対抗戦
- 地上波 TBSテレビ・フジテレビ
- BS NHK BS1

### パシフィック・リーグ東西対抗戦
- 地上波 テレビ静岡（1988年 - 2006年）・テレビ朝日（1981年 - 1982年）
- CS フジテレビONE

### ベストプレーヤーズゲーム
- 地上波 テレビ朝日（1997年）

### 出身地別東西対抗戦
- 地上波 テレビ朝日（1999年・2000年）・テレビ東京（2001年）・日本テレビ（2002年）

### 12球団東西対抗戦
- 地上波 テレビ東京（2004年）

## 国際大会

### ワールド・ベースボール・クラシック
- 地上波 テレビ朝日・TBSテレビ（両局共に日本代表戦・決勝戦を生中継）・日本テレビ（2006年大会のみ）
- BS  J SPORTS  （日本代表戦を除く全試合）
- ネット  Amazon Prime Video （2023年大会日本代表戦のみ）・ J SPORTSオンデマンド（2017年大会までは日本代表戦を含む全試合、2023年大会は日本代表戦を除く）
- ラジオ　ニッポン放送（日本代表戦・決勝戦を実況中継）

### WBSCプレミア12
- 地上波 テレビ朝日・TBSテレビ（両局共に日本代表戦・3位決定/決勝戦を生中継）
- BS   J SPORTS （日本代表戦・3位決定/決勝戦を除く全試合）
- ネット   Amazon Prime Video （2024年大会日本代表戦と3位決定/決勝戦のみ）、  J SPORTSオンデマンド（2019年大会までは日本代表戦を含む全試合、2024年大会は日本代表戦を除く）
- ラジオ　ニッポン放送（日本代表がスーパーラウンド・3位決定/決勝戦に進出した場合のみ実況中継）

### 夏季オリンピック野球競技
- NHK・民放合同のジャパンコンソーシアム（JC、地上波・BS・ネット配信）が放映権を保有。

### アジア プロ野球チャンピオンシップ
- 地上波 テレビ朝日・TBSテレビ・フジテレビ
- BS   J SPORTS  （日本代表戦を除く全試合）・ BS朝日・BS-TBS（両局共に地上波からのリレー形式で中継）
- ネット  Amazon Prime Video （2023年大会日本代表戦のみ）・ J SPORTSオンデマンド（2023年大会は日本代表戦を除く全試合）

### 日米野球
- 地上波 日本テレビ・テレビ朝日・TBSテレビ・フジテレビ・テレビ東京（1986年のみ）
- BS BS日テレ・BS朝日・BS-TBS
  - BS-TBS以外は地上波とのトップ&リレー中継のみ。

### 日韓プロ野球スーパーゲーム
- 地上波 NHK・TBSテレビ・テレビ東京・フジテレビ・サンテレビ（1995年）
- BS  NHK BS1

### アジアシリーズ
- 地上波 日本テレビ・テレビ朝日・TBSテレビ
- BS  J SPORTS（日本以外の国同士の試合でも、全て自局制作で中継。日本開催の海外配信分はJ SPORTSの映像をベースにしている）

### 日韓クラブチャンピオンシップ
- 地上波 テレビ東京
- CS  J SPORTS